# 1593 Fagnes
1593 Fagnes este o planetă minoră (asteroid), cu un diametru de 6,095 km, din Mars-crossing asteroid[*]. A fost descoperită pe 1 iunie 1951 la Observatorul Regal al Belgiei⁠(d) de Sylvain Arend⁠(d) și a fost numită după Fagne⁠(d). 
Obiectul prezintă o orbită caracterizată de o semiaxă mare de 2,2249609 UAi, o excentricitate de 0,28, o înclinație de 9,97962 ° în raport cu ecliptica.